# 圣梅达尔德米西当
圣梅达尔德米西当（法語：Saint-Médard-de-Mussidan，法語發音：[sɛ̃ medaʁ də mysidɑ̃]，意为“米西当（地区）的圣梅达尔”）是法国多尔多涅省的一个市镇，位于该省西部，属于佩里格区和佩里戈尔地区伊勒和克朗斯河市镇公共社区，其市镇面积为24.45平方公里，2022年1月1日时人口数量为1,619人。
圣梅达尔德米西当是佩里戈尔地区伊勒和克朗斯河市镇公共社区的组成部分，与米西当无缝连接。

## 行政
圣梅达尔德米西当的邮政编码为24400，INSEE市镇编码为24462。

## 地理

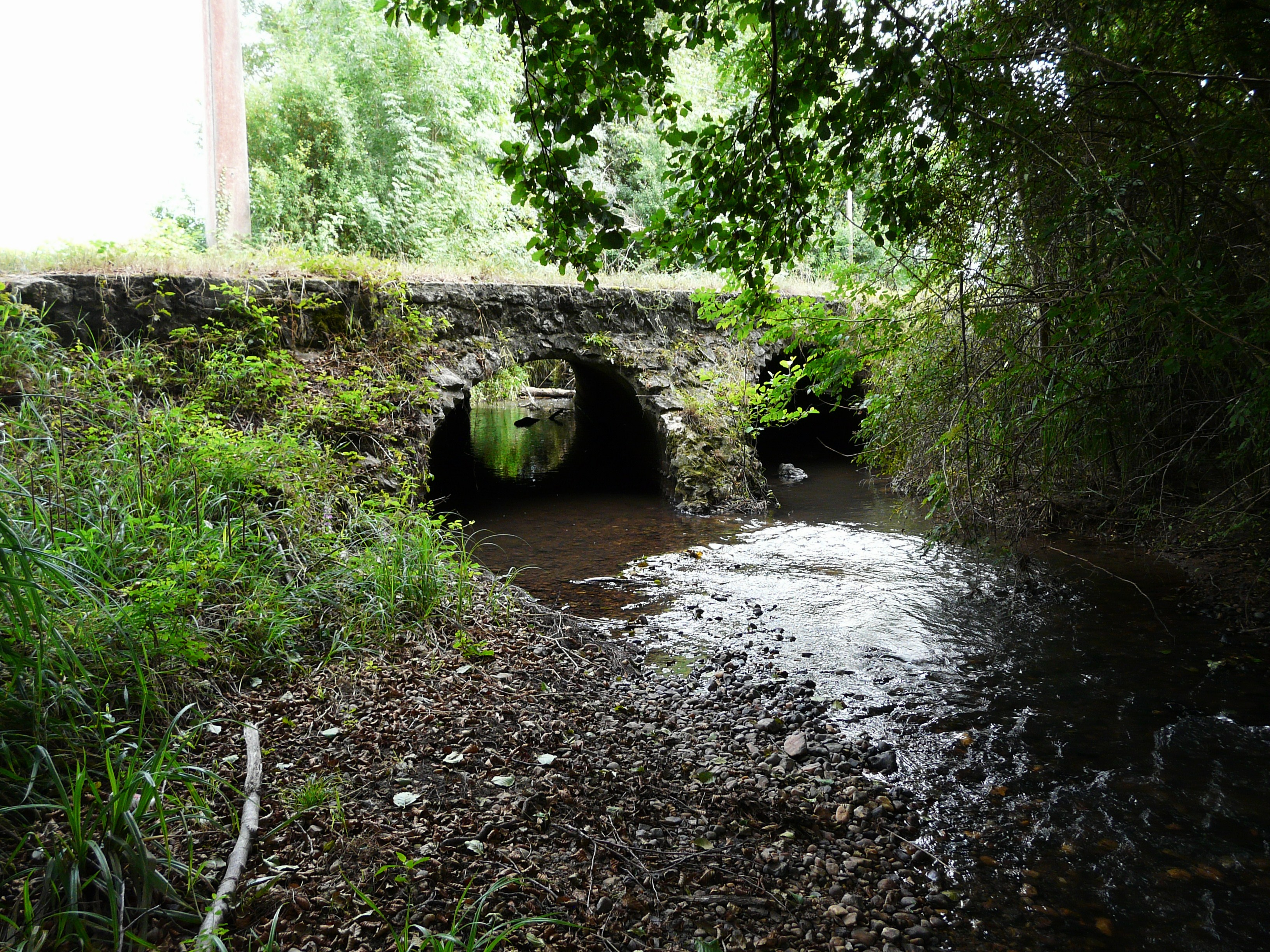
流经圣梅达尔德米西当的博羅訥河

圣梅达尔德米西当（45°2'38"N, 0°20'49"E）位于法国西南部，新阿基坦大区中部和多尔多涅省西部。
与圣梅达尔德米西当接壤的市镇包括：圣马丹拉斯捷、圣热里、圣弗龙德普拉杜、米西当、莱莱什、博普耶、圣洛朗德索姆。
圣梅达尔德米西当位于伊勒河左岸，其支流博羅訥河在此与其交汇。境内以平原和浅丘为主，镇中心地势平坦。
按照柯本气候分类法，圣梅达尔德米西当属于温带海洋性气候，全年温差较小，降水分布均匀。

## 历史
圣梅达尔德米西当历史上长期为一普通村落，中世纪出现教堂，法国大革命后成为一个市镇。

## 交通
多尔多涅省省道D20线和D6089线经过圣梅达尔德米西当境内，A89高速公路经过境内南部但未设出入口。

## 政治
现任圣梅达尔德米西当市长为米歇尔·弗洛朗蒂先生（Michel Florenty），他是法国共产党的一名成员。

## 人口
| 年份   | 1936  | 1946  | 1954  | 1962  | 1968  | 1975  | 1982  | 1990  | 1999  | 2006  | 2011  | 2016  | 2017  |
| ------ | ----- | ----- | ----- | ----- | ----- | ----- | ----- | ----- | ----- | ----- | ----- | ----- | ----- |
| 人口數 | 1,004 | 1,042 | 1,150 | 1,153 | 1,327 | 1,540 | 1,644 | 1,600 | 1,512 | 1,636 | 1,704 | 1,715 | 1,713 |

## 社会
米西当-圣梅达尔体育俱乐部（US Mussidan Saint-Médard）是当地的一支足球队，主场位于圣梅达尔德米西当，2020至2021赛季参加新阿基坦大区足球联赛。

## 景观

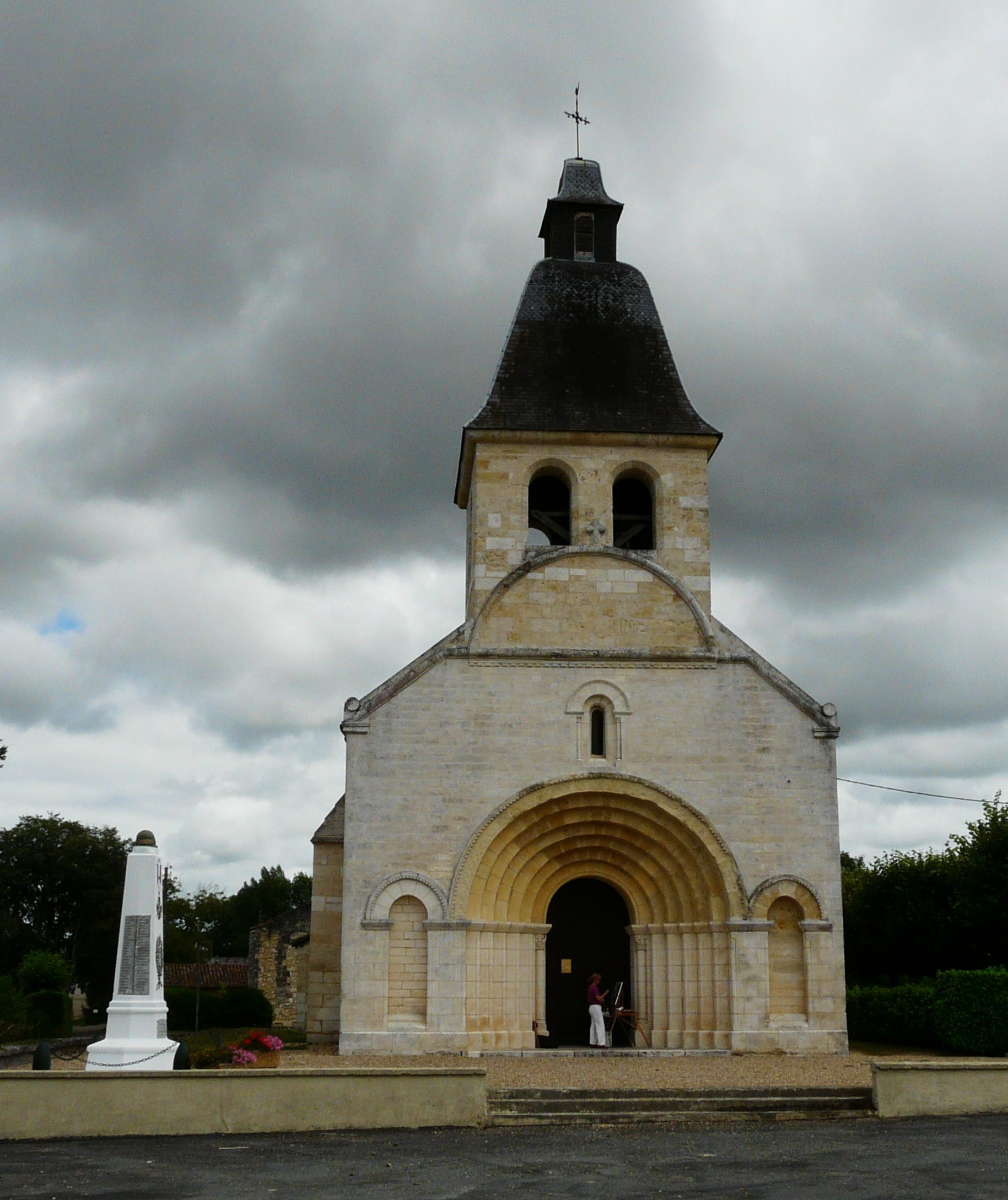
圣梅达尔德米西当教堂

圣梅达尔德米西当教堂是法国国家文物保护单位。